# Joannes Franciscus Laurentius Tack
Joannes Franciscus Laurentius Tack (Aalst, 10 augustus 1749 - Zinnik, 13 februari 1831) was een Belgische landeigenaar en politicus.

## Leven en werk
Tack, zoon van Johannes Martinus Ambrosius Tack en Judoca Govaert, was landeigenaar in Aalst. Hij was grondwetsnotabele voor het Scheldedepartement (Dendermonde) bij het goedkeuren van de grondwet van het Verenigd Koninkrijk der Nederlanden. Van 1815 tot 1819 was hij lid van de Tweede Kamer der Staten-Generaal voor Oost-Vlaanderen. Hij werd in 1819 vervangen door H.A.J. Liefmans.
- Biografisch Portaal: 71743359
- Parlement.com: vg09lltsi6v9